# 洛州 (前秦)
洛州，中国五胡十六国前秦时设置的州。
后赵和前燕的洛州治所在洛阳县（今河南省洛阳市东北），前秦皇始元年（351年）初置於宜阳县（今河南省宜阳县西），下辖弘农郡。建元元年（365年），移治陕县（今河南省三门峡市西旧陕县），下辖弘农郡。建元十六年（380年），后复徙丰阳县（今陕西省山阳县），下辖上洛郡、弘农郡，淝水之战后废。